# NGC 1512
NGC 1512 est une vaste galaxie spirale barrée située dans la constellation de l'Horloge. NGC 1512 a été découverte par l'astronome écossais James Dunlop en 1826.

## Caractéristiques

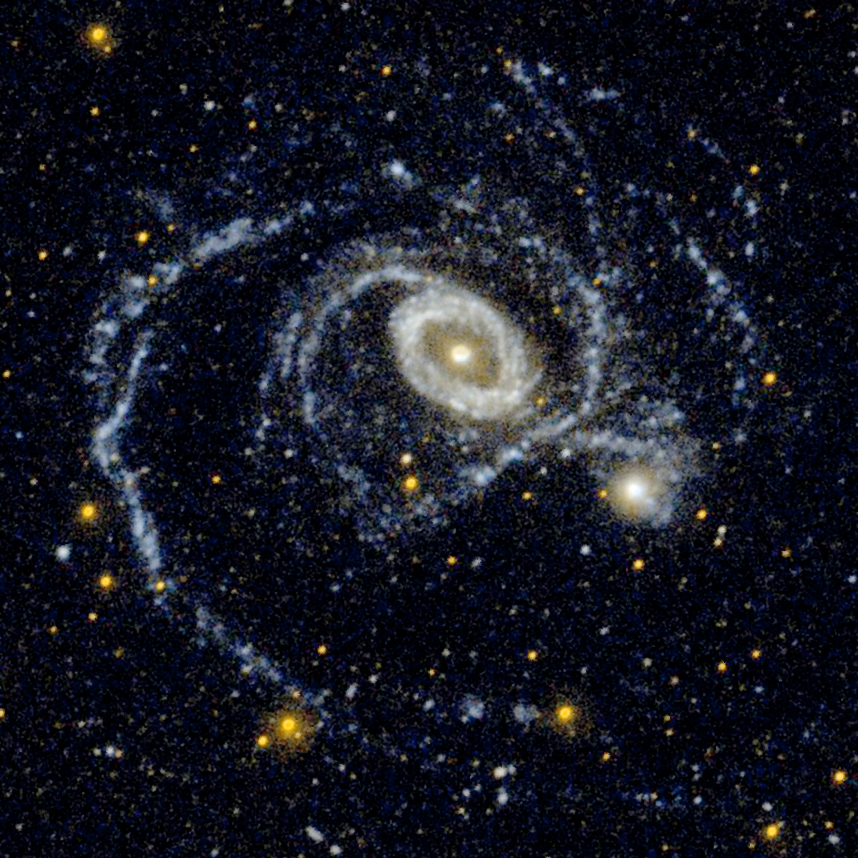
NGC 1510 et NGC 1512 en ultraviolet par GALEX.

En raison d'une brillance de surface égale à 14,54 mag/am2, on peut qualifier NGC 1512 de galaxie à faible brillance de surface (LSB en anglais pour low surface brightness). Les galaxies LSB sont des galaxies diffuses (D) avec une brillance de surface inférieure de moins d'une magnitude à celle du ciel nocturne ambiant.
La classe de luminosité de NGC 1512 est I et elle présente une large raie HI. C'est aussi une galaxie à noyau actif (AGN).

### Distance
Sa vitesse par rapport au fond diffus cosmologique est de 850 ± 4 km/s, ce qui correspond à une distance de Hubble de 12,5 ± 0,9 Mpc (∼40,8 millions d'al).
À ce jour, 22 mesures non basées sur le décalage vers le rouge (redshift) donnent une distance de 12,486 ± 1,348 Mpc (∼40,7 millions d'al), ce qui est à l'intérieur des valeurs de la distance de Hubble.

### Morphologie
NGC 1512 a été utilisée par Gérard de Vaucouleurs comme une galaxie de type morphologique (R')SB(r)ab pec dans son atlas des galaxies,.

## Morphologie de NGC 1512
NGC 1512 a été utilisé par Gérard de Vaucouleurs comme une galaxie de type morphologique (R')SB(r)ab pec dans son atlas des galaxies. 

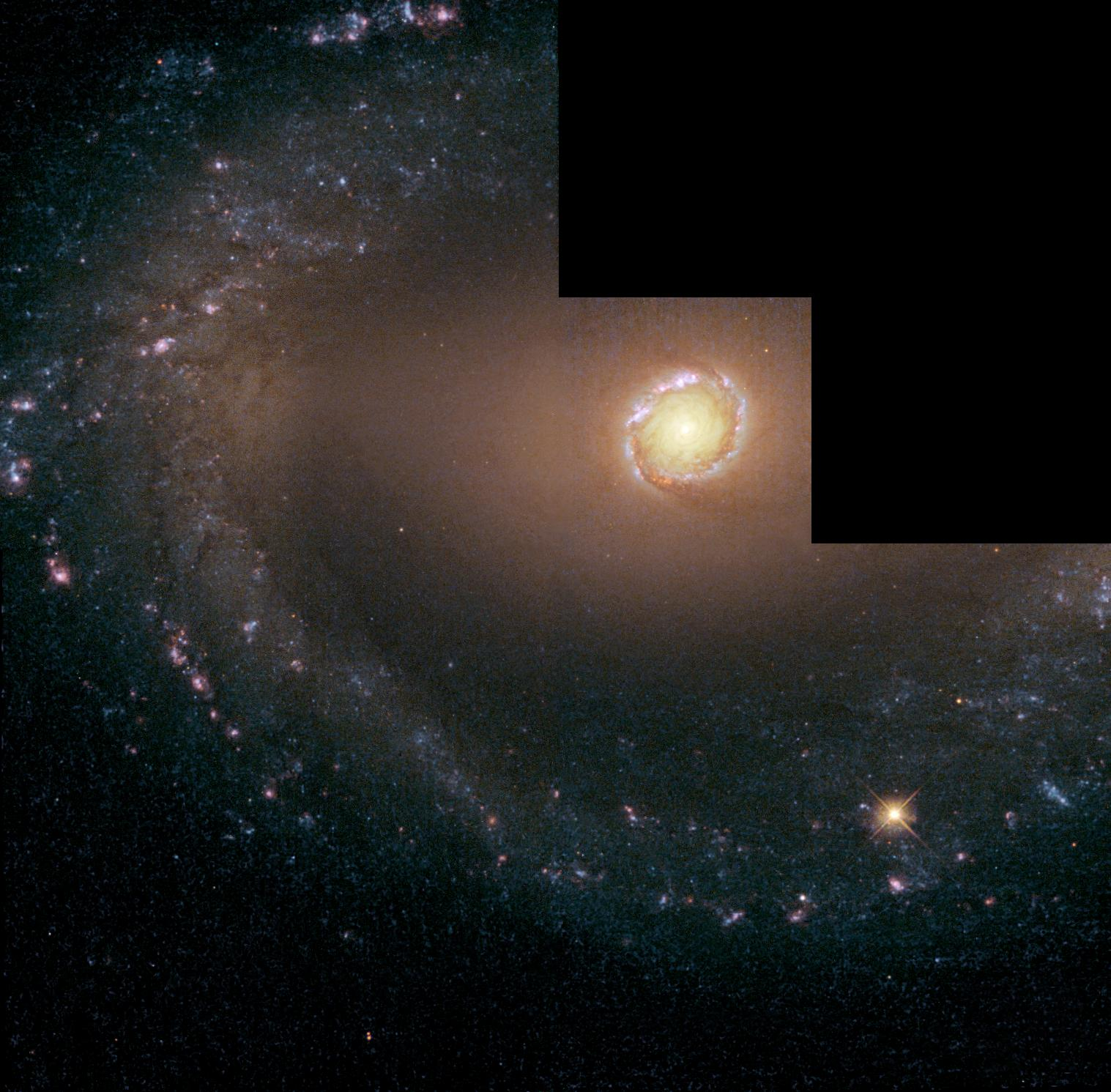
L'anneau externe de NGC 1512 par le télescope spatial Hubble.

L'indication (r) de la morphologie de cette galaxie signifie qu'elle présente une anneau interne autour de son noyau. Cet anneau interne parsemé de régions rosâtre de formation d'étoiles est bien visible sur l'image captée par le télescope spatial Hubble. De même, l'indication (R) signifie qu'elle présente un anneau externe. Cet anneau est visible sur l'image à plus large champ prise par le télescope spatial Hubble.

## Un disque entourant le noyau

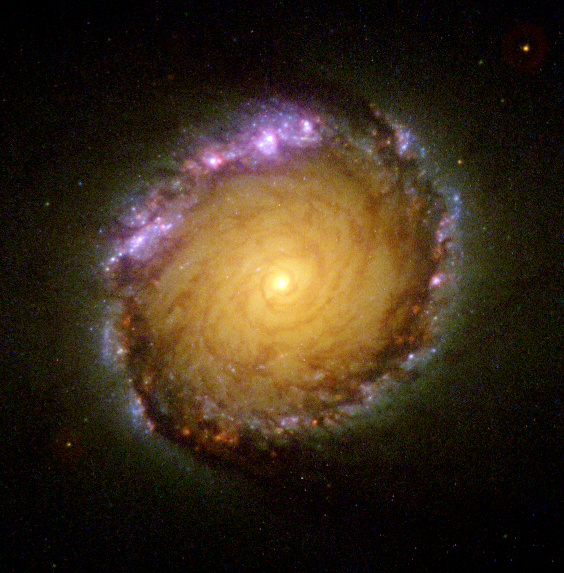
L'anneau interne de NGC 1512 par le télescope spatial Hubble (Crédit: HST/NASA/ESA).

Grâce aux observations du télescope spatial Hubble, on a détecté un disque de formation d'étoiles autour du noyau de NGC 1512. La taille de son demi-grand axe est estimée à 480 pc (~1565 années-lumière).

## Groupe de NGC 1512
NGC 1512 est la galaxie la plus grosse et la plus brillante d'un trio de galaxies qui porte son nom. Les deux autres galaxies du groupe de NGC 1512 sont NGC 1487 et NGC 1510.
Une étude réalisée en 1989 indique que NGC 1512 est un membre du groupe de la Dorade, mais une étude plus récente réalisée en 2005 l'en exclut.

### Interaction gravitationnelle avec NGC 1510
Les galaxies NGC 1510 et NGC 1512 sont très rapprochées l'une de l'autre, à quelque 68 000 années-lumière. On pense donc qu'il y a une collision entre ces deux galaxies. On voit d'ailleurs sur l'image en ultraviolet prise par le satellite Galaxy Evolution Explorer de la NASA que le bras externe de NGC 1512 est déformé par la forte interaction gravitationnelle entre ces deux galaxies. Selon Soares et ses collègues, ces deux galaxies forment une paire .

## Image du télescope spatial Hubble prise à diverseslongueurs d'onde

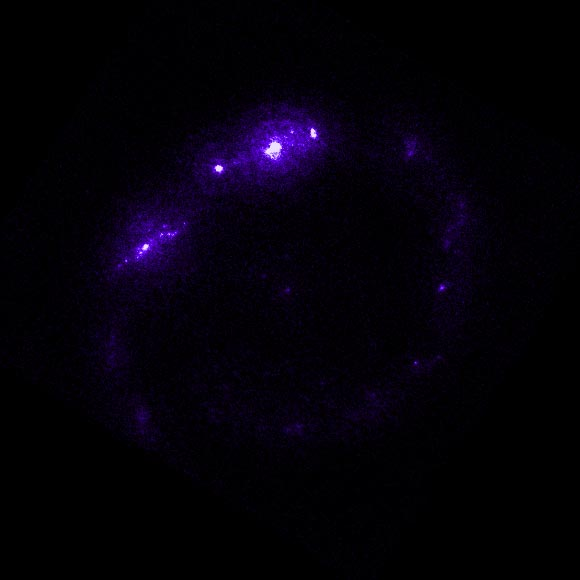
220 nm
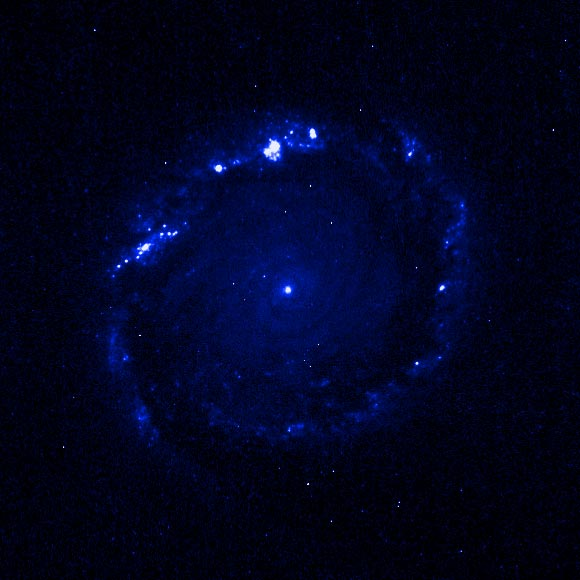
333 nm
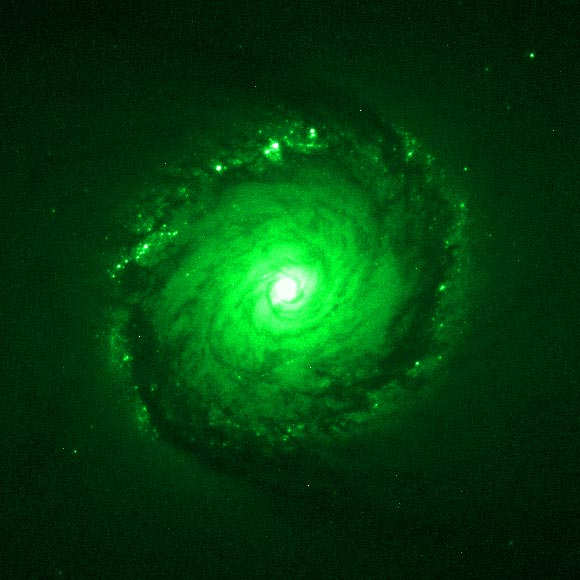
545 nm
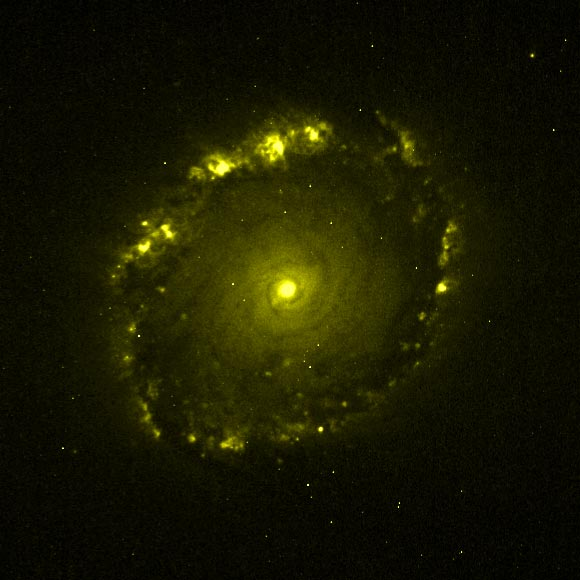
659 nm
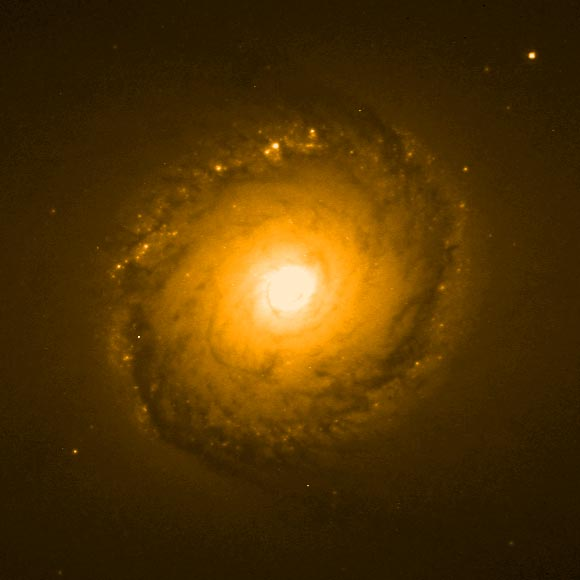
827 nm
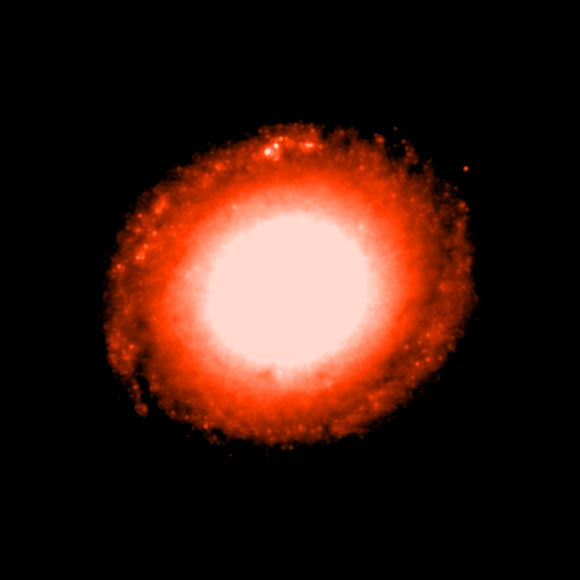
1600 nm